# 박척하
박척하 (중국어 간체자: 白灼虾, 정체자: 白灼蝦, 월병: baak6 coek3 haa1, 한자음: 백작하)는 광둥 요리의 하나로, 한자 그대로 새우찜을 일컫는 말이다. 뜨거운 물에 삶는 (灼) 새우요리라고 하여 이런 이름이 붙였으며, 새우껍질을 제거하지 않은 채로 내온다. 먹을 때에는 손으로 직접 껍질을 제거한 뒤에 간장에 찍어 먹으며, 다 먹고 나면 따뜻한 찻물에 레몬조각을 띄운 그릇에 손을 씻는 것이 전통이다.